# Scénothérapie
 (mars 2010).
La scénothérapie désigne la thérapie émotionnelle médiatisée par le texte littéraire.

## Histoire
L'intuition de cette méthode est née au début des années 1950-1960, lorsque Émile Dars (1901-1980), metteur en scène, professeur d’art dramatique et directeur de théâtre, constate que les rôles investis par les comédiens semblent avoir une influence sur leur psychisme. Il observe cet impact, à la scène comme à la ville, et en déduit que « ce n’est pas le comédien qui se met dans la peau du rôle, mais bien le rôle qui se met dans la peau du comédien », provoquant chez lui différents états émotionnels. 
Pour aider des élèves du Conservatoire à surmonter certains troubles personnels, il leur propose, à titre expérimental, de travailler sur des textes qu'il sélectionne en fonction de l'objectif thérapeutique visé. Il constate alors une évolution positive, s'engage dans diverses formations de psychologie et psychothérapies. Il se documente notamment sur la théâtrothérapie et le psychodrame de Moreno, mais choisit de s’éloigner de l’art dramatique dont l’expression scénique se distingue sur de nombreux points.
Émile Dars confie alors son expérience à une  équipe de psychiatres et psychanalystes et, en 1966, se crée la SFES (Société Française d'Expression Scénique et de Scénothérapie) qui a pour but l’étude, la mise en œuvre et la diffusion des méthodes et techniques de l’expression scénique et de la scénothérapie en tant que psychothérapie émotionnelle à médiation. Après de nombreux échanges avec le professeur Benoit, psychiatre, et avec le géronto-psychiatre: le Docteur René Serraf, puis au sein de la SFES, la confrontation des pratiques et des appareils conceptuels ainsi que les enseignements cliniques, ont permis à l'expression scénique d'évoluer. Elle s'est peu à peu dépouillée de sa dimension vocale, posturale, corporelle, de sa théâtralité, pour aller à l'essentiel : le texte littéraire. Le levier premier des changements générés par l'expression scénique est en effet la création littéraire, le texte, comme expérience de vie déjà élaborée, prédigérée par un auteur et dont les émotions et les images vont toucher, influencer le psychisme du lecteur/locuteur. À l'origine expressionnelle, cathartique, plutôt destinée à l'épanouissement personnel, l'expression scénique est devenue une méthode psychothérapeutique à part entière nommée la scénothérapie.

## Étymologie
Le nom très précis de cette pratique est expression scénique-scénothérapie, car le tiret de liaison qui les relie rend compte du parcours de la pratique qui est partie de l'expression scénique (sur la scène théâtrale) pour aboutir à la scénothérapie (où la scène de référence est devenue la « scène intérieure », au sens psychanalytique, c'est-à-dire le monde des représentations individuelles). Cependant, sans que cela soit une règle générale, les médecins ont plutôt coutume d'utiliser le terme « d'expression scénique » pour ses applications dans le développement personnel, l'orthophonie, la gériatrie, les ateliers d'expressions, etc. et réservent le terme de « scénothérapie » lorsque la demande thérapeutique est très clairement posée.

## Description
Parfois classée dans les art-thérapies car elle s'appuie sur l'art littéraire et l'impact de la beauté des textes, la scénothérapie appartient tout autant au groupe des thérapies dites « à médiation » qu'à celui des thérapies émotionnelles ou encore des thérapies d'expression. Elle repose sur la lecture à haute voix et l'exploration psychologique d'extraits de textes littéraires sélectionnes et répertoriés pour leur pouvoir inducteur d'états émotionnels. Les textes choisis peuvent mobiliser les différents registres de la vie affective, symbolique et imaginaire et agir sur des fonctions conscientes, préconscientes ou inconscientes. Un atelier d’expression scénique-scénothérapie permet, notamment grâce à ces processus psychiques que sont l'introjection, la projection et l'identification, (dont l'incorporation - par la lecture à haute voix des textes), de travailler sur deux registres : l’émotion et la représentation. 
L’émotion est le premier point d’impact ; mais bousculer l’émotion, la réactiver, en faire prendre conscience, n’est pas suffisant si le ressenti n'est pas accompagné d’une mise en mots et une mise en images.  C’est ce que fait le texte qui avec des mots et ses images permet de créer, transformer ou enrichir une représentation mentale qui n’existait peut-être pas auparavant dans la conscience du sujet, ou existait mais de manière limitante ou figée. Le texte littéraire, en permettant de mettre du langage sur une expérience émotionnelle, va donc aussi permettre de s’en détacher, de la manipuler, lui donner des nuances, faire évoluer son sens, moduler son intensité, etc. La scénothérapie est une approche douce et respectueuse des défenses du sujet[réf. souhaitée]. En effet, il peut s’appuyer sur les mots de l’auteur aussi bien en adhérant à ses propos qu’en s’en démarquant ou les rejetant (c'est l'« effet de masque » du texte). Quel que soit son positionnement vis-à-vis du des propos de l'auteur ou de la situation décrite, ce positionnement en lui-même a des effets suffisants pour mettre en branle des processus psychiques, psychologiques, cognitifs, comportementaux propices à créer du mouvement, de la réorganisation, du changement.

### Déroulement d'une séance
La séance peut avoir lieu en groupe ou en individuel. Une sélection de textes est proposée  parmi lesquels le participant ou patient va faire un choix. Il est ensuite invité à en faire une lecture à haute voix. La lecture à haute voix réactualise les émotions et le scénothérapeute incite ensuite le patient à exprimer son ressenti à partir du texte, à évoquer souvenirs, sensations, images et à associer librement avec son histoire personnelle. En groupe, les autres participants peuvent également s'exprimer sur le texte et/ou les propos entendus. Un échange s'instaure entre eux, encouragé par le thérapeute. À la séance suivante, d'autres textes seront sélectionnés sur la base des éléments qui ont émergé lors de la séance précédente. De séances en séances, de textes en textes, en fonction des choix ou des refus de textes, des affects mobilisés, une progression s'installe, des prises de conscience s'effectuent, un chemin se crée de réorganisation de ses représentations, de développement de ses capacités d'expression, de connaissance de soi, d'affirmation personnelle...
Le scénothérapeute ou l'animateur en expression scénique dispose d'une collection d'un millier d'extraits de textes empruntés à la littérature française ou étrangère et appartenant à des formes littéraires variées : roman, théâtre, correspondances, paroles de chansons, poésie, contes, etc. Ces textes ont nécessairement des qualités formelles et correspondent à des états affectifs, des sensations, des attitudes psychologiques, des rôles sociaux, des grandes étapes et préoccupations de la vie d'un être humain. Ces textes ont différents usages (il y a, par exemple, des textes d’approche qui sollicitent la projection et permettent de repérer une difficulté, des textes de pause, pour permettre à la personne de ne pas entrer dans des émotions si elle n’en a pas envie, etc.) et différentes fonctions (fonction de masque, d'objet transitionnel (au sens de Winnicott), de surface projective, etc.). Ces textes sont répertoriés selon divers critères pour en faciliter la recherche au cours de la scénothérapie. La Société française d'expression scénique et de scénothérapie continue d'enrichir cette collection et d'affiner la pertinence de la classification des textes. Le talent du scénothérapeute sera de savoir proposer des textes adaptés pour éclairer le cheminement vers un mieux être et de savoir contenir et favoriser l'expression de la personne ou des participants d'un groupe, dans le respect du rythme et des limites de chacun. La SFES propose une formation spécifique à l'expression scénique-scénothérapie dans laquelle une part importante de l'enseignement théorique porte sur les apports de la théorie psychanalytique à l'application de la méthode.

## Indications
Les indications sont dictées notamment par l'intérêt de provoquer une mobilisation émotionnelle. Les outils de la scénothérapie comme de l'expression scénique peuvent être utilisés dans un cadre de thérapie individuelle comme de thérapies groupales, de développement personnel ou avoir des visées pédagogiques, éducatives et sociales. Si les orthophonistes se sont d'emblée emparés de l'outil pour améliorer l'expression orale de leurs patients, il est également utilisé dans des maisons de retraites, dans des services de psychiatrie, dans des centres sociaux, dans des services éducatifs et des lycées et collège
s. 
La scénothérapie est particulièrement adaptée à des individus connaissant des difficultés relationnelles et, en tant que thérapie à médiation, elle est ainsi accessible aux personnes qui ne souhaitent pas s'engager dans une thérapie duelle plus impliquante.